# Công ty holding
Công ty holding hay tổng công ty là một công ty làm chủ cổ phần của các công ty khác. Bản thân công ty đó không sản xuất hàng hóa hay cung cấp các dịch vụ. Mục đích của nó giữ cổ phần nhiều công ty là để thành lập một tập đoàn, kiểm soát nhiều công ty khác nhau, làm giảm rủi ro cho những người giữ cổ phần.

## Lịch sử
Công ty holding là tổ chức công ty xưa nhất để thành lập các tập đoàn. Nó bắt nguồn từ Hoa Kỳ. Chữ "holding“ (tiếng Anh: giữ) để chỉ việc tham dự, làm chủ một công ty. Từ 1870, ở Hoa Kỳ đã bắt đầu hình thành những trust, mà hội đồng quản trị của nó chỉ có một công việc là quản lý những phần hùn tại các công ty mà nó sở hữu. Sau khi luật Sherman Antitrust Act được ra đời vào tháng 7 mà cấm tất cả các trust làm cản trở tự do thương mại, người ta lách luật bằng cách thành lập những công ty holding. Công ty holding nổi tiếng nhất được thành lập vào tháng 10 năm 1889 là Standard Oil Company of New Jersey Holding, thay thế cho Standard Oil Trust có từ tháng 2 năm 1882.
Công ty holding đầu tiên của Đức được thành lập vào tháng 10 năm 1886 ở London có tên là Nobel Dynamite Trust Company Ltd. Sau 1920 càng ngày càng nhiều các tập đoàn được hình thành ở Đức. Tuy nhiên luật lệ khắt khe ngăn cản việc thành lập các công ty có trụ sở chính ở Đức. Tới tháng 9 năm 1993, Standortsicherungsgesetz (luật để duy trì các công ty) mới khiến việc thành lập công ty holding trở nên dễ dàng.
Ngược lại, luật lệ kinh tế ở Thụy Sĩ lại làm cho việc thành lập các holding ở đó rất phổ biến.

## Công ty mẹ
Công ty mẹ là công ty sở hữu cổ phiếu phổ thông từ 51% trở lên từ một công ty khác (hoặc công ty con) để kiểm soát việc quản lý và hoạt động bằng cách tác động hoặc bầu chọn ban giám đốc. Công ty thứ hai được coi là công ty con của công ty mẹ.
Khi một công ty hiện tại thành lập một công ty mới nắm giữ đa số cổ phần, và mời các công ty khác mua số cổ phần thiểu số còn lại thì được gọi là công ty mẹ. Công ty mẹ có thể đơn giản là một công ty sở hữu hoàn toàn một công ty khác, sau đó được gọi là "công ty con thuộc sở hữu hoàn toàn".